# Marcipa gabonensis
Marcipa gabonensis är en fjärilsart som beskrevs av Jean Pelletier 1978. Marcipa gabonensis ingår i släktet Marcipa och familjen nattflyn. Inga underarter finns listade i Catalogue of Life.